# Yves V

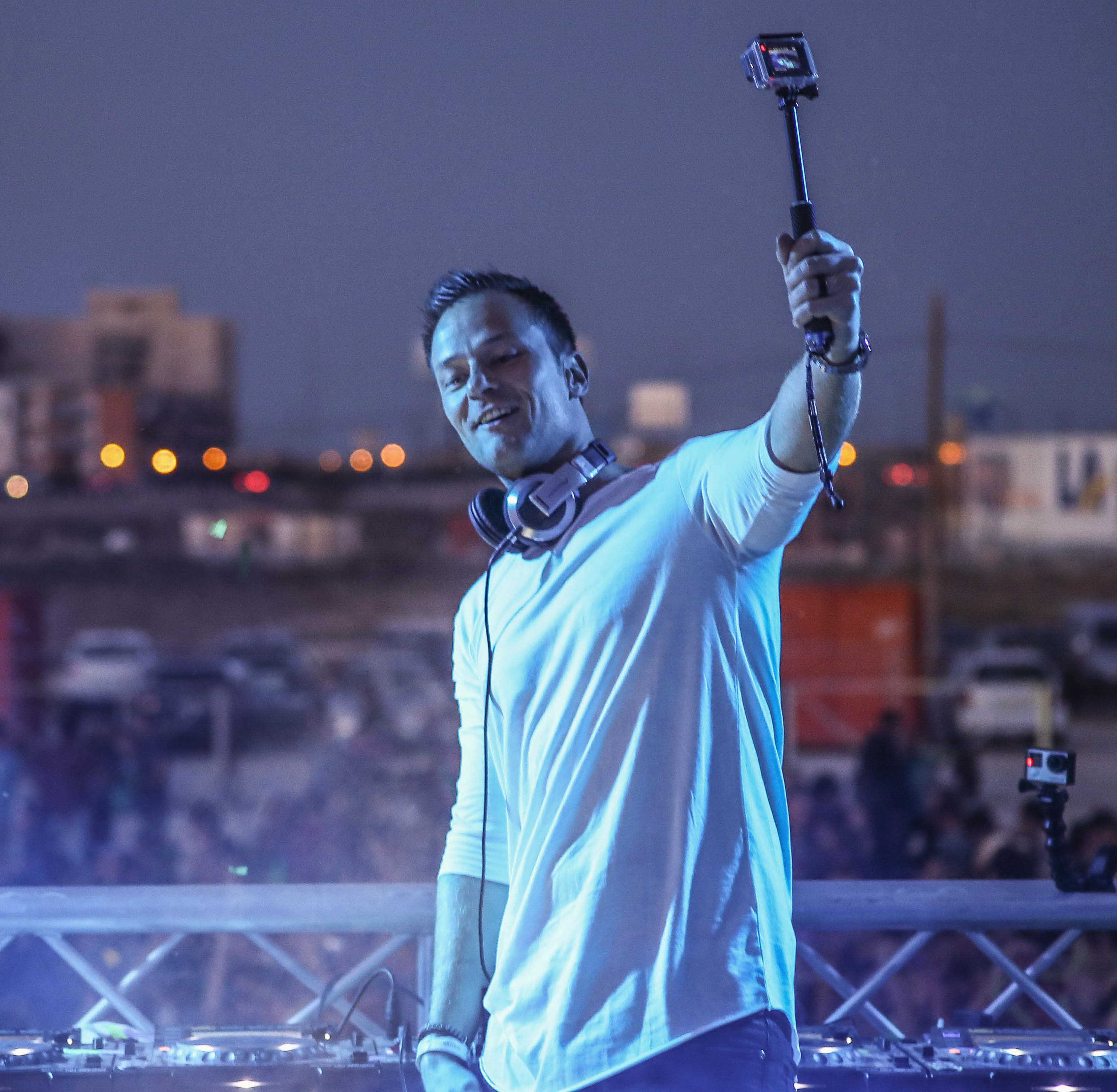
Yves V (2016)

Yves V (* 10. April 1981 in Antwerpen; eigentlich Yves Van Geertsom) ist ein belgischer DJ und Musikproduzent.

## Leben
Yves V stammt aus Antwerpen.
Im Jahr 2012 konnte er sich gemeinsam mit Basto mit der Single CloudBreaker erstmals in den Charts platzieren. Im Oktober 2014 erreichte seine Single Wait Till Tomorrow Platz zwei der belgischen Charts im niederländischsprachigen Teil Flandern.

## Diskografie

### Singles
| Jahr | Titel Album          | Höchstplatzierung, Gesamtwochen, AuszeichnungChartplatzierungen (Jahr, Titel, Album, Platzierungen, Wochen, Auszeichnungen, Anmerkungen) | Höchstplatzierung, Gesamtwochen, AuszeichnungChartplatzierungen (Jahr, Titel, Album, Platzierungen, Wochen, Auszeichnungen, Anmerkungen) | Höchstplatzierung, Gesamtwochen, AuszeichnungChartplatzierungen (Jahr, Titel, Album, Platzierungen, Wochen, Auszeichnungen, Anmerkungen) | Höchstplatzierung, Gesamtwochen, AuszeichnungChartplatzierungen (Jahr, Titel, Album, Platzierungen, Wochen, Auszeichnungen, Anmerkungen) | Anmerkungen                                                        |
| Jahr | Titel Album          | BEF | BEW | NL | UK | Anmerkungen                                                        |
| ---- | -------------------- | --- | --- | --- | --- | ------------------------------------------------------------------ |
| 2011 | CloudBreaker –       | BEF22 (13 Wo.)BEF | BEW27 (12 Wo.)BEW | NL24 (14 Wo.)NL | — | Erstveröffentlichung: 5. Dezember 2011 mit Basto                   |
| 2014 | Wait Till Tomorrow – | BEF2 (7 Wo.)BEF | — | — | — | Erstveröffentlichung: 18. Dezember 2014 mit Regi feat. Mitch Crown |
| 2015 | The Right Time –     | BEF21 (7 Wo.)BEF | — | — | — | Erstveröffentlichung: 9. Februar 2015 feat. Mike James             |
| 2019 | We Got That Cool –   | — | BEW40 (4 Wo.)BEW | — | UK68 Silber · (7 Wo.)UK | Erstveröffentlichung: 28. Juni 2019 feat. Afrojack & Icona Pop     |

Weitere Singles
| - 2008: Licence to Play (mit Guy’do) - 2009: The Skillz (feat. MC Shurakano) - 2009: Insane Pressure - 2011: Stardust / Eclipse - 2011: Madagascar (mit Dimitri Vegas & Like Mike & Angger Dimas) - 2011: Forever (mit Digital Lab & Pedro Henriques) - 2011: Shaykid (mit Lazy Jay) - 2012: Mandala - 2012: Enter My World - 2012: Arkadia - 2012: Bronx (mit Bassjackers) - 2012: WOW (mit Felguk) - 2012: Loops & Tings (mit Dimitri Vegas & Like Mike) - 2012: Chained (vs. Dani L Mebius) - 2012: Amok (mit Loopers & Jacob van Hage) - 2013: Sonica (Running on a Highway)(feat. Paul Aiden) - 2013: Umami - 2013: That Big (mit Blasterjaxx) - 2013: Direct Dizko (mit Sander van Doorn) - 2013: What (mit Romeo Blanco) - 2013: Chrono (mit Mell Tierra) - 2014: Crackle (mit D-Wayne) - 2014: Manga - 2014: Karma (mit Freddy See) - 2014: Crash (mit Rudebo1) - 2014: Oldschool Sound (feat. Chuckie) - 2014: Chasing Fairytales - 2014: King Cobra (mit Don Diablo) - 2015: Magic (mit Sidney Samson) - 2015: Memories Will Fade (mit Promise Land feat. Mitch Thompson) | - 2015: Octagon - 2015: Indigo (mit Skytech & Fafaq) - 2015: Unbroken (mit Quintino) - 2016: Out of Gravity (mit Swanky Tunes) - 2016: Fever (vs. Skytech & Fafaq) - 2016: Daylight (With You) (mit Dimitri Vangelis & Wyman) - 2016: To the Beat (mit Laidback Luke feat. Hawkboy) - 2016: Joker - 2016: On Top of the World (mit Sem Thomasson feat. Ruby Prophet) - 2016: Condor - 2017: Find Your Soul - 2017: Blow (mit Marc Benjamin) - 2017: Riders on the Storm (mit Robert Falcon feat. Troy Denari) - 2017: Stay (mit Matthew Hill feat. Betsy Blue) - 2017: Sorry Not Sorry (mit Carta) - 2018: Here with You (vs. Florian Picasso) - 2018: Beautiful Tonight (mit Sevenn) - 2018: Magnolia (mit Hiddn) - 2018: Running Wild (mit Futuristic Polar Bears feat. PollyAnna) - 2018: Something Like (mit Zaeden feat. Jermaine Fleur) - 2018: Durga (mit Mariana Bo) - 2018: Innocent (mit Alok feat. Gavin James) - 2019: Teenage Crime (mit Matthew Hill vs. Adrian Lux) - 2019: No Regrets (mit KSHMR & Krewella) - 2019: One Day (mit Sam Feldt feat. Rozes) - 2019: My Friend - 2019: Money Money / Show Me - 2020: Not So Bad (mit Ilkay Sencan feat. Emie) - 2020: Halfway (mit Bhaskar feat. Twan Ray) |

### Remixe
- 2019: Galantis – Emoji
- 2019: Steve Aoki feat. Mike Posner – A Lover and a Memory
- 2019: Brother Leo – Shine

## Auszeichnungen für Musikverkäufe
| 2× Platin-Schallplatte - Polen - 2021: für die Single Not So Bad |

Anmerkung: Auszeichnungen in Ländern aus den Charttabellen bzw. Chartboxen sind in ebendiesen zu finden.
| Land/RegionAuszeichnungen für Musikverkäufe (Land/Region, Auszeichnungen, Verkäufe, Quellen) | Silber  | Gold | Platin     | Verkäufe | Quellen   |
| -------------------------------------------------------------------------------------------- | ------- | ---- | ---------- | -------- | --------- |
| Polen (ZPAV)                                                                                 | —       | —    | 2× Platin2 | 100.000  | olis.pl   |
| Vereinigtes Königreich (BPI)                                                                 | Silber1 | —    | —          | 200.000  | bpi.co.uk |
| Insgesamt                                                                                    | Silber1 | —    | 2× Platin2 |          |           |